# Pape Cheikh Diop
Pour les articles homonymes, voir Diop.
Pape Cheikh Diop Gueye, abrégé Pape Diop, né le 8 août 1997 à Dakar au Sénégal, est un footballeur international sénégalais. Il évolue au poste de milieu de terrain au Al-Arabi SC.

## Biographie

### Jeunesse
Né à Dakar, et tout d'abord formé au Solar FC, Diop arrive en Espagne en 2011 à l'âge de 14 ans. Après avoir porté les couleurs du Club Internacional de la Amistad et du Montañeros CF, il rejoint le Celta de Vigo en 2013 afin d'intégrer les équipes de jeunes.

### Carrière en club

#### Celta de Vigo (2013-2017)
Pape Cheikh Diop fait ses débuts avec la réserve le 23 août 2013, rentrant en deuxième mi-temps du match de Segunda B opposant le Celta de Vigo à CD Lealtad (victoire 2-0). Il inscrit son premier but 8 jours plus tard, marquant la dernière réalisation d'une victoire 5-0 contre UP Langreo.
Diop signe son premier contrat professionnel le 11 août 2015, le liant avec le club espagnol jusqu'en 2020.
Il participe à son premier match avec l'équipe première le 12 décembre 2015, remplaçant Nolito pour les dernières minutes du match contre l' Espanyol de Barcelone (victoire 1-0).
Le 27 novembre 2016, il inscrit son premier but en professionnel contre Grenade CF (victoire 3-1). 

Le 31 janvier 2017, Diop prolonge son contrat jusqu'en 2021 et est annoncé comme un futur élément important de l'équipe, se voyant attribuer le numéro 4.

#### Olympique lyonnais (2017-2022)
Courtisé notamment par Tottenham, Pape Diop s'engage finalement avec l'Olympique lyonnais le 29 août 2017 pour une durée de cinq ans. Le montant du transfert est estimé à 10 millions d'euros auxquels peuvent s'ajouter 4 millions d'euros de bonus. Il remplacera numériquement un autre espagnol, Sergi Darder. Lors de sa première saison, il ne joue que deux matchs : une titularisation en Coupe de la Ligue contre le Montpellier HSC (défaite 4-1) et une entrée en jeu à dix minutes de la fin lors d'une victoire 5-0 contre le FC Metz. Il alterne entre les matchs en équipe réserve, les passages en tribune et les matchs sur le banc. Il a néanmoins participé en tant que titulaire à la victoire de son club face à Manchester City en phase de groupe de Ligue des Champions 2018-2019.

#### Prêt au DFCO
Le 6 août 2020, il s'engage avec le club bourguignon sous forme de prêt avec option d'achat obligatoire de 5 millions d'euros en cas de maintien du club en Ligue 1.
Le club bourguignon n'ayant pas acquis son maintien à la fin de la saison (20e), il retourne à Lyon après avoir disputé 21 matchs, sans avoir réussi à s'imposer au sein du collectif dijonnais.

### En équipe nationale
Au début, Pape Diop a fait le choix de la sélection espagnole, plutôt que du Sénégal, pays dans lequel il a vécu jusqu'à ses 14 ans, bien qu'il ait été contacté plusieurs fois par des représentants de la fédération sénégalaise de football. Il a fait ce choix car l'Espagne lui a permis de réaliser son rêve de devenir footballeur professionnel. Il obtient 10 sélections en équipe d'Espagne des moins de 19 ans. Il participe avec cette équipe au championnat d'Europe des moins de 19 ans 2015 organisé en Grèce. L'Espagne remporte la compétition en battant la Russie en finale.
Mais ce choix n'était pas définitif puisqu'en 2020, Pape Diop a décidé de défendre les couleurs de la patrie, le Sénégal. Pour le Sénégal, il compte déjà plusieurs sélections depuis.

## Statistiques
| Saison                | Club                  | Championnat           | Championnat | Championnat | Coupe nationale | Coupe nationale | Coupe de la Ligue | Coupe de la Ligue | Supercoupe | Supercoupe | Compétition(s) continentale(s) | Compétition(s) continentale(s) | Compétition(s) continentale(s) | Total | Total |
| Saison                | Club                  | Division              | M.          | B.          | M.              | B.              | M.                | B.                | M.         | B.         | Comp.                          | M.                             | B.                             | M.    | B.    |
| 2015-2016             | Celta de Vigo         | Liga                  | 6           | 0           | 2               | 0               | -                 | -                 | -          | -          | -                              | -                              | -                              | 8     | 0     |
| 2016-2017             | Celta de Vigo         | Liga                  | 16          | 1           | 3               | 0               | -                 | -                 | -          | -          | C3                             | -                              | -                              | 19    | 1     |
| Sous-total            | Sous-total            | Sous-total            | 22          | 1           | 5               | 0               | -                 | -                 | -          | -          | -                              | -                              | -                              | 27    | 1     |
| 2017-2018             | Olympique lyonnais    | Ligue 1               | 1           | 0           | -               | -               | 1                 | 0                 | -          | -          | C3                             | -                              | -                              | 2     | 0     |
| 2018-2019             | Olympique lyonnais    | Ligue 1               | 12          | 0           | 4               | 0               | 2                 | 0                 | -          | -          | C1                             | 5                              | 0                              | 23    | 0     |
| 2021-2022             | Olympique lyonnais    | Ligue 1               | -           | -           | -               | -               | -                 | -                 | -          | -          | C3                             | -                              | -                              | 0     | 0     |
| Sous-total            | Sous-total            | Sous-total            | 13          | 0           | 4               | 0               | 3                 | 0                 | -          | -          | -                              | 5                              | 0                              | 25    | 0     |
| 2019-2020             | Celta de Vigo (prêt)  | Liga                  | 12          | 0           | 2               | 0               | -                 | -                 | -          | -          | -                              | -                              | -                              | 14    | 0     |
| Sous-total            | Sous-total            | Sous-total            | 12          | 0           | 2               | 0               | -                 | -                 | -          | -          | -                              | -                              | -                              | 14    | 0     |
| 2020-2021             | Dijon FCO (prêt)      | Ligue 1               | 18          | 0           | 1               | 0               | -                 | -                 | -          | -          | -                              | -                              | -                              | 19    | 0     |
| Sous-total            | Sous-total            | Sous-total            | 18          | 0           | 1               | 0               | -                 | -                 | -          | -          | -                              | -                              | -                              | 19    | 0     |
| Total sur la carrière | Total sur la carrière | Total sur la carrière | 65          | 1           | 12              | 0               | 3                 | 0                 | -          | -          | -                              | 5                              | 0                              | 85    | 1     |

## Palmarès
Il remporte le championnat d'Europe des moins de 19 ans en 2015 avec l'équipe d'Espagne des moins de 19 ans.